# Николай Коломейцев
Николай Николаевич Коломейцев е руски вицеадмирал, мореплавател и пътешественик-изследовател.

## Произход и военна кариера (1867 – 1900)
Роден е на 16 юли 1867 година в село Покровка, Херсонска губерния, Руска империя (днес Херсонска област, Украйна). През 1884 постъпва във военноморския флот. На 29 май 1887 е произведен в мичман, а на 13 декември 1893 – в лейтенант и същата година, като капитан на парахода „Лейтенант Овцин“ плава от Великобритания до устието на Енисей. През 1894 – 1895, като капитан на крайцера „Гайдамак“, извършва плаване до Тихия океан.

## Експедиция на шхуната „Заря“ (1900 – 1901)
През 1898 на заседание на Руското географско дружество Едуард Тол излага своята програма за експедиция към „Земя Санников“, която е горещо подкрепена от присъстващия на заседанието Фритьоф Нансен. Освен това експедицията трябва да изучи морските течения в Карско и Източносибирско морета, изследване на вече известните и търсене на нови острови в тази част на Арктика. Правителството отпуска средства за закупуването на кораб и неговото оборудване.
На 21 юни 1900 закупената от Норвегия китобойна шхуна „Заря“ напуска пристанището на Кронщад с капитан лейтенант Коломейцев и се отправя на север. В средата на август „Заря“ достига остров Диксон, а на 18 септември, на север от п-ов Таймир, корабът замръзва в ледовете и започва заплануваното зимуване. В началото на 1901 Тол изпраща лейтенант Коломейцев да закупи въглища в Дудинка и да ги достави по предварително заплануваните складове по крайбрежието. След като изпълнява мисията си, през април 1901, Коломейцев, поради несъгласие с Тол, напуска кораба и заедно със Степан Расторгуев за 40 дни преминава около 800 км от мястото на зимуването на „Заря“ до Енисейския залив, като по пътя открива река Коломейцев, вливаща се в Таймирския залив и остров Расторгуев (74°00′ с. ш. 84°10′ и. д. / 74° с. ш. 84.166667° и. д.) в Пясинския залив.

## Следващи години (1902 – 1944)
В периода 1902 – 1904 командва ледоразбивача „Ермак“. От 1904 до 1905, вече като капитан 2-ри ранг, командва есминеца „Буйний“ и участва в Цушимското сражение (14 – 15 май 1905) по време на Руско-японската война, като е тежко ранен и попада в японски плен.
От 1906 до 1908 е старши офицер на линейния кораб „Андрей Първозванни“, а от 14 януари 1908 до 1910 капитан на яхтата „Алмаз“. На 6 декември 1909 е произведен в капитан 1-ви ранг. От 15 ноември 1910 до 14 август 1913 командва линейния кораб „Слава“ и на 6 декември 1913 е произведен в контраадмирал. През 1914 е командващ ескадра крайцери в Балтийско море, а от септември 1915 до март 1917 е командващ на Чудската военна флотилия. На 6 октомври 1917 излиза в оставка с чин вицеадмирал.
През 1918 е арестуван от болшевиките. В края на годината успява да избяга във Финландия, след което заминава за Черно море и се включва в Белоемигрантската Доброволческа армия на Южна Русия, като командир на ескадра ледоразбивачи. Емигрира във Франция, става член на управителния съвет на бившите руски морски офицери и вице-председател на Съюза на кавалерите на Георгиевски кръст във Франция.
Умира в Париж на 6 октомври 1944 година, прегазен на улицата от американски военен камион.

## Памет
Неговото име носят:
- връх Коломейцев (73°59′ с. ш. 84°17′ и. д. / 73.983333° с. ш. 84.283333° и. д., 132 м), най-високата точка на остров Расторгуев в Карско море;
- връх Коломейцев (76°00′ с. ш. 93°22′ и. д. / 76° с. ш. 93.366667° и. д., 77 м), в северната част на п-ов Таймир;
- залив Коломейцев (76°04′ с. ш. 93°17′ и. д. / 76.066667° с. ш. 93.283333° и. д.) на Карско море, на северното крайбрежие на п-ов Таймир;
- о-ви Коломейцев (76°55′ с. ш. 97°52′ и. д. / 76.916667° с. ш. 97.866667° и. д.), два острова в Карско море, в архипелага Норденшелд;
- проток Коломейцев (74°26′ с. ш. 84°23′ и. д. / 74.433333° с. ш. 84.383333° и. д.) в Карско море, между островите Подкова на изток и Баранов на запад, в шхерите Минин;
- река Коломейцев (устие, 75°51′ с. ш. 95°49′ и. д. / 75.85° с. ш. 95.816667° и. д.), в северната част на п-ов Таймир, вливаща се в залива Валтер на море Лаптеви;
- хидрографски кораб „Николай Коломейцев“ – руски хидрографски кораб спуснат на вода през 1972 г.